# Mai Trung
Mai Trung là một xã thuộc huyện Hiệp Hòa, tỉnh Bắc Giang, Việt Nam.

## Địa lý
Xã Mai Trung nằm ở phía tây nam huyện Hiệp Hòa, cách trung tâm huyện khoảng 8 km, cách thành phố Bắc Giang 35 km, có vị trí địa lý:
- Phía đông giáp xã Thường Thắng, thị trấn Bắc Lý
- Phía tây giáp xã Hợp Thịnh
- Phía bắc Giáp xã Hùng Sơn
- Phía nam giáp xã Xuân Cẩm và sông Cầu.

Xã Mai Trung có diện tích 10,08 km², dân số năm 2023 là 17.098 người, mật độ dân số đạt 1.696 người/km².
Địa hình: Nhìn tổng thể xã Mai Trung có hình thể giống chữ "nhân" (người), chiều ngang là 6 km, chiều dọc là 7 km. Địa hình xã Mai Trung mang đặc thù của cả ba vùng: gò đồi, đồng bằng và trung du, giao thông đường thủy và đường bộ tương đối thuận lợi, hệ thống kênh mương tới, tiêu khá hợp lý. Người dân chịu khó, với truyền thống "trung nghĩa dân" ‘’thuần mỹ tục" được coi là đất văn học. Kỹ thuật của vùng rừng núi, kinh nghiệm phong phú của đồng bằng châu thổ sông hồng và nền văn hoá phi vật thể đất Kinh Bắc. Diện tích tự nhiên 1.050,14 ha (tương đương 10,50 km²) trong đó đất phi nông nghiệp 379,8 ha, đất sản xuất nông nghiệp 670,21 ha, mặt nước nuôi trồng thủy sản là 85,61 ha.
Thành phần dân tộc: Chủ yếu là người dân tộc Kinh, có nguồn gốc sống tại đây từ lâu đời, trong thời kỳ đổi mới có sự trao đổi thông thương thuận tiện nên con em địa phương có một số công dân xây dựng gia đình cùng với những con em người dân tộc thiểu số, nên cũng có một số người dân tộc thiểu số sống tại địa phương, khoảng 0,3% dân số.

## Lịch sử
Thời nhà Lý (1010-1225), Hiệp Hòa là huyện Phật Thệ, sau đó được đổi thành Thiên Thệ thời nhà Trần (1225-1400) và được mang tên Hiệp Hòa từ thời Lê Quang Thuận (1460-1469).
Trước năm 1945, huyện Hiệp Hòa có 9 tổng và 52 xã, xã Mai Trung thuộc tổng Cẩm Bào xưa, gồm có xã Xuân Cẩm, Mai Trung và thôn Trung Tâm xã Hợp Thịnh ngày nay.
Sau cách mạng tháng Tám, tổng Cẩm Bào được đổi tên thành xã Trung Nghĩa (Tức là xã Mai Trung và xã Xuân Cẩm ngày nay) gồm các thôn: Trung Định, Mai Phong, Cẩm Bào, Cẩm Trung, Cẩm Trang, Cẩm Xuyên, Cẩm Hoàng và Xuân Biều.
Đến tháng 10 năm 1954, xã Trung Nghĩa được chia thành hai xã là Xuân Cẩm và Mai Trung. Xã Mai Trung gồm các thôn Cẩm Trang, Mai Phong, Trung Hoà, Trung Hưng, Xuân Giang và Xuân Hoà.
Đến năm 1988, thôn Nội Xuân được tách thành thôn Xuân Hòa và Nội Quan.
Tổng Cẩm Bào (tức là Xã Mai Trung- Xuân Cẩm ngày nay) từ 1930-1945.
Ngày 03/02/1930, Đảng cộng sản Việt Nam ra đời đánh dấu bước ngoặt trong lịch sử, phong trào cách mạng được lan toả, địa bàn nông thôn, trung du và miền núi ngày càng quan trọng với đường lối cách mạng của Đảng. Nằm trong địa bàn của huyện Hiệp Hòa nơi giáp ranh giữa tỉnh Thái Nguyên, Đa phúc, Bắc Ninh gồm đồng bằng, miền núi và trung du, xã Mai Trung thuộc tổng Cẩm Bào là nơi nhân dân sớm giác ngộ theo Đảng làm cách mạng, là nơi (Thiên thời, địa lợi, nhân hoà) để trở thành động lực của cách mạng, là nơi ăn, ở đi về của các đồng chí lãnh đạo cách mạng tiền bối của xứ uỷ Bắc Kỳ và tỉnh Bắc Giang.
Theo các nguồn tư liệu lịch sử thì phong trào vũ trang cách mạng đến với Hiệp Hòa và tổng Cẩm Bào là rất sớm. Từ năm 1930 đến 1938 Hiệp Hòa có trên 20 cuộc đấu tranh chống sưu thuế, chống bắt lính và bắt phu làm tạp dịch. Trong đó ở Tổng Cẩm Bào có 4 cuộc đấu tranh, tuy các cuộc đấu tranh nhỏ lẻ, tự phát nhưng đã là những ngọn lửa làm tiền đề cho các phong trào đấu tranh có sự lãnh đạo của Đảng sau này.
Ngày 16/02/1940 chi bộ đảng đầu tiên của huyện Hiệp Hòa được thành lập tại Tổng Hoàng Vân là một trong 2 chi bộ đảng của tỉnh Bắc Giang lúc bấy giờ từ đó uy tín của Đảng mau chóng lan toả đến nhiều tổng, xã trong huyện, rồi đến năm 1940 phong trào khuyên góp ủng hộ khởi nghĩa Bắc Sơn nhân dân Cẩm Bào đã khyên góp ủng hộ được 150 đồng và 2 gánh gạo hàng trăm bộ quần áo.
Tháng 5/1941 Nghị quyết Trung ương 8 của Đảng tiếp tục khôi phục các cơ sở cách mạng và đẩy mạnh phong trào đấu tranh ở Hiệp Hòa và các vùng lân cận tiến tới thành lập mặt trận Việt Minh, gia đình ông Nguyễn Văn Tại (ông Tồn) thuộc làng Trung Định (Trung Hưng ngày nay) là gia đình đầu tiên nuôi giấu các cán bộ của Đảng về địa bàn hoạt động cách mạng, sau đó là gia đình ông Phái, ông Giảng là cơ sở nuôi dấu cán bộ cách mạng, Cũng từ đây phong trào đấu tranh bắt nhổ lúa trồng đay, mít tinh treo cờ, rải truyền đơn. Nhiều cuộc mít tinh nghe cán bộ cách mạng tuyên truyền như ở chợ Dật, Xuân Biều dân dần được phát triển.
Địa bàn Trung Định thuộc Tổng Cẩm bào là nơi quan trọng nhất có khả năng cơ động nằm giáp ranh 3 tỉnh, cơ hội cho ta nhưng lại khó khăn cho địch, là nơi liên lạc giữa miền xuôi và miền ngược, Trung Định, Xuân Biều là nơi đảm bảo liên lạc chỉ đạo của cán bộ Đảng trong cả một vùng rộng lớn, nhiều gia đình làm cơ sở tin cậy cho cán bộ hoạt động như gia đình ông Tại ở Mai Trung đã nuôi dấu đ/c Mạnh, đ/c Hoàng Quốc Việt ...để chuẩn bị cho khởi nghĩa vũ trang năm 1943 và 1944 xứ uỷ Bắc Kỳ đã mở 4 lớp huấn luyện tự vệ ở Trung Định, Mai Phong và Cẩm Hoàng theo chương trình của Việt Minh để hỗ trợ quần chúng đấu tranh khống chế sự đàn áp của bọn cường hào và phản động.
Sau khi Nhật đảo chính Pháp (9/3/1945) bản Chỉ thị của Trung ương, Nhật- Pháp bắn nhau và hành động của chúng ta, lúc này tình hình ở Hiệp Hòa và tổng Cẩm Bào rất sôi sục. Ngày 10/3 chi bộ đảng được thành lập gồm 3 đ/c có nhiệm vụ lãnh đạo phong trào ở tổng Cẩm Bào dưới sự chỉ đạo của đ/c Lê Thanh Nghị, Nguyễn Trọng Tỉnh ngày 12/3/1945 đã tổ chức khởi nghĩa vũ trang tại Xuân Biều lập Chính quyền mới là Ủy ban dân tộc giải phóng do đ/c Nguyễn Bá Minh làm Chủ tịch, đây là cuộc khởi nghĩa giành thắng lợi sớm nhất trong tỉnh Bắc Giang và cả nước. Ngày 13/3/1945 khí thế khởi nghĩa lan sang Trung Định và là cơ sở mạnh hơn và đã thành lập chi bộ đảng riêng. Trước hơn 400 quần chúng mít tinh tại đình làng Trung Định đồng chí Nguyễn Trọng Tỉnh Ban cán sự đảng tỉnh Bắc Giang tuyên bố thành lập Chính quyền nhân dân, thay mặt cho nhân dân tiến hành nhiệm vụ của cách mạng. Ủy ban dân tộc giải phóng dân tộc làng Trung Định được thành lập do ông Nguyễn Văn Kế làm Chủ tịch, dưới sự chỉ đạo của Ủy ban dân tộc giải phóng nhân dân 2 xã Xuân Biều, Trung Định và các làng lân cận kéo nhau phá kho thóc ở đồn Vát, nhân dân Cẩm Trang phá kho thóc ở đồn Sỏi, thu vũ khí của giặc, là cuộc khởi nghĩa lớn đầu tiên phá kho thóc của giặc giành thắng lợi kịp thời giải quyết nạn đói ở Bắc Giang. Từ những tư liệu lịch sử trên chứng tỏ Tổng Cẩm Bào nói chung, Xuân Biều, Trung Định và Cẩm Trang là nơi thành lập chính quyền sớm nhất trong cả nước.
Từ tháng 3/1945 đến tháng 6/1945 các đội cứu quốc và tự vệ ở Tổng Cẩm Bào được thành lập đặc biệt là 3 trung đội được điều động bảo vệ Hội nghị quân sự Bắc Kỳ từ 16 đến 20/4/1945 tại Tổng Hoàng Vân.
Ngày 01/6/1945 toàn huyện Hiệp hoà được giải phóng đó là nguồn động viên to lớn đến sự lãnh đạo của Đảng và phong trào quần chúng nhân dân đứng lên khởi nghĩa vũ trang giành chính quyền về nhân dân.

### Đấu tranh chống thực dân Pháp 1945-1954
Cách mạng thánh Tám thành công Nhà nước Việt Nam dân chủ ra đời nhưng đến cuối năm 1945 thực dân Pháp lại quay trở lại xâm lược nước ta một lần nữa.
Để đáp ứng với nhiệm vụ trong tình hình mới xã Trung Nghĩa được ra đời ngày 20/12/1945 gồm các xã cũ thuộc Tổng Cẩm Bào. Ủy ban cách mạng lâm thời được thành lập gồm 3 ông: Nguyễn Văn Tỳ (Cẩm Bào) làm Chủ tịch, Nguyễn Văn Vĩnh (Trung Định) làm phó Chủ tịch, Ngô Huy Chính (Mai Phong) Thư ký Ủy ban.
Tháng 10/1946 Ủy ban hành chính xã được thành lập gồm 5 người thêm chức danh trưởng Công an và xã Đội trưởng đã lãnh đạo nhân dân nhanh chóng chống giặc đói, giặc dốt và giặc ngoại xâm, ngày 19/12/1946 hưởng ứng lời kêu gọi toàn quốc kháng chiến của Hồ Chủ tịch với lời thề "Quyết tử cho tổ quốc quyết sinh" nhân dân Trung Nghĩa và nhân dân các xã khác cùng cả nước bước vào cuộc kháng chiến trường kỳ của dân tộc. Hiệp Hòa là lá chắn của căn cứ địa Việt Bắc tiến đến bảo vệ vùng tự do rộng lớn, là mục tiêu của các đồn giặc ở Đa Phúc, Bắc Ninh, Việt Yên và Tân Yên ...
Chiến tranh càng lan rông địa bàn xã Trung Nghĩa gồm Mai Trung và Xuân Cẩm ngày càng có vị trí quan trọng. Đảng viên trong chi bộ được phát triển nhanh về số lượng và đạt chất lượng, năm 1950 đã có 203 đồng chí lãnh đạo nhân dân, tập trung mọi nhân tài phục vụ cho cuộc kháng chiến, nhiều thanh niên tình nguyện tòng quân tham gia quân chủ lực và tham gia du kích địa phương. Đánh giặc giữ làng với phương châm "Toàn dân kháng chiến, toàn diện kháng chiến"
Trung Nghĩa (Mai Trung và Xuân Cẩm) là nơi đùm bọc nhường nhà dành nơi ở cho bộ đội và là nơi ở của các cơ quan Nhà nước trong thời chiến như: Viện kinh tế Việt Nam, Viện sử học, Viện văn học, Nha khí tượng thủy văn và các cơ quan tỉnh Bắc Ninh, Ban tiếp liệu Tỉnh Bắc Ninh, Nhà máy giấy Hoàng Văn Thụ, Cơ sở đúc đạn công binh và tiếp đón hàng trăm lượt gia đình vùng giặc chiếm đóng đến ở đã ở địa bàn xã Mai Trung.
Năm 1949 cùng với bộ đội, du kích xã Trung Nghĩa đã hai lần đánh Pháp chống càn từ phía Bắc Ninh, bảo vệ vững chắc đầu mối giao thông, liên lạc.
Cuối năm 1950 du kích Trung Nghĩa phối hợp với du kích Hương Lâm vượt sông cầu tập kích bọn địch đi càn và đánh bốt Chờ huyện Yên Phong. Dũng cảm cứu người, cứu máy khi bọn địch pháo kích xưởng in, đảm bảo an toàn và ổn định việc sản xuất của nhà nước.
Trong chiến dịch 1951-1952 để bộ đội qua sông đánh địch làng Mai Phong đã tự nguyện tháo dỡ sàn Đình của làng lấy gỗ, làm cầu phao, bè mảng cho tiểu đoàn Thiên Đức (Bắc Ninh), bộ đội chủ lực vượt sông đánh giặc, nhiều gia đình cũng đã góp công, vật tư phục vụ chiến dịch. 
Thôn Cẩm Trang là hậu cứ, hậu cần trong chiến dịch Trung Du, đó là nơi tiếp nhận thương binh, tử sỹ từ mặt trận trở về, hiện tại Miếu cổ Nội Dinh thôn Cẩm Trang vẫn đang là nơi thờ tự 8 liệt sĩ quê ở Tỉnh xa trong chiến dịch thuộc bộ đội chủ lực hy sinh khi tham gia chiến dịch.
Trong chiến dịch Điện Biên Phủ với quyết tâm "Tất cả cho tiền tuyến, tất cả cho chiến thắng", cán bộ nhân dân xã Trung Nghĩa đã đóng góp 3 trung đội du kích đi làm nhiệm vụ bảo vệ kho tàng, vận tải cứu thương, hơn 350 lượt người đi dân công, hơn 300 tấn lương thực phục vụ cho chiến dịch xứng đáng với lời khen ngợi của Huyện uỷ Hiệp Hòa đến tháng 6/1954 xã Trung Nghĩa hoàn thành xuất sắc chỉ tiêu dân công vận tải lương thực, vượt hàng trăm cây số đi phục vụ chiến dịch.
Khắc phục những đau thương mất mát sau chiến tranh cán bộ và nhân dân xã Trung Nghĩa bước vào công cuộc xây dựng quê hương theo con đường XHCH mà Đảng và Bác Hồ đã chọn.

### Mai Trung Trong sự nghiệp xây dựng XHCN và bảo vệ tổ quốc
Ngày 15/10/1954 xã Trung Nghĩa được chia tách thành hai xã gồm Xuân Cẩm và Mai Trung: xã Mai Trung gồm các thôn Cẩm Trang, Mai Phong, Trung Hoà, Trung Hưng, Xuân Giang và Xuân Hoà đến năm 1988 thôn Xuân Hoà được chia tách thành hai thôn Nội Quan và nội Xuân.
Ủy ban kháng chiến được đổi thành Ủy ban hành chính có bảy người: ông Nguyễn Văn Ty làm Chủ tịch 01 phó chủ tịch và 5 uỷ viên, chi bộ đảng có 51 đảng viên, ban chi uỷ có 3 đồng chí.
Thực hiện Nghị quyết Trung ương lần 6 (khoá II) Mai Trung tiến hành cải cách ruộng đất từ tháng 10/1954 những quan hệ phong kiến được xoá bỏ Đảng ta thực hiện khẩu hiệu "dân cày có ruộng"
Năm 1957 toàn xã có 26 tổ đổi công, bước đầu làm ăn có ưu thế, nông dân được hỗ trợ tư liệu sản xuất, hệ thống đê điều, thủy lợi được củng cố, sản xuất phát triển, nạn đói được ngăn chặn, nông dân làm nghĩa vụ với Nhà nước vượt 8% về lương thực, 6% về thực phẩm.
Phong trào bình dân học vụ được đẩy mạnh, số lớp học và số người đi học tăng nhanh, trường phổ thông cấp I được hình thành và có 138 học sinh.
Tháng 12/1958 thôn Mai Phong thành lập HTX đầu tiên, đến năm 1959 và 1960 lần lượt các thôn trong xã đều thành lập HTX, tổ chức quản lý tốt, diện tích đất nông nghiệp được mở rộng, kỹ thuật nông nghiệp được áp dụng, đời sống nhân dân được tăng lên rõ rệt.
Trong hai năm 1960 và 1961 HTX Trung Hoà là một điển hình tiên tiến của miền Bắc xây dựng XHCN đã thành công trong việc cải tạo đất bạc màu, xây dựng mô hình kinh tế mới, được đồng chí Trường Chinh - Chủ tịch Ủy ban thường vụ Quốc hội, đồng chí Ngô Thế Dân, Mai Thúc Lân và một đồng chí lãnh đạo của Tỉnh về thăm động viên, chỉ đạo, từ phong trào này đã xuất hiện những gương điển hình tiên tiến, con người mới XHCN như Anh hùng lao động Nguyễn Thị Song, tiêu biểu cho thế hệ phụ nữ ba đảm đang (tay cày, tay súng, giỏi việc nước, đảm việc nhà).
Tháng 8/1964 giặc Mỹ tiến hành chiến tranh leo thang đánh phá Miền Bắc với quyết tâm tất cả để đánh thắng giặc Mỹ. thực hiện Nghị quyết của Tỉnh ủy Hà bắc, Nghị quyết của Đảng bộ xã Mai Trung đã đề ra các biện pháp thực hiện với quyết tâm lớn.
Tăng cường lực lượng dân quân từ 8-10% dân số ra sức củng cố phong trào HTX tiếp tục xây dựng HTX Trung Hoà thành điển hình tiên tiến.
Hưởng ứng khẩu hiệu hành động "Thóc không thiếu một cân, quân không thiếu một người" từ năm 1964 đến 1968 với hàng chục đợt tuyển quân xã Mai Trung đã tiến đưa gần 200 thanh niên lên đường nhập ngũ.
Ngày 30/4/1975 miền Nam hoàn toàn giải phóng nước nhà được thống nhất. Hoà chung với khí thế chiến thắng của cả nước ngày 01/5/1975 Đảng bộ xã Mai Trung tổ chức mít tinh mừng chiến thắng và đón hận Huân chương vì sự nghiệp chống Mỹ do Đảng và Nhà nước trao tặng.
Năm 1979 chiến tranh biên giới xảy ra, được lệnh tổng động viên của Quốc hội nước Cộng Hoà xã hội chủ nghĩa Việt Nam, nhân dân Mai Trung đã động viên hàng 100 thanh niên, dân công phục vụ biên giới, khuyên góp 1100 chiêc bánh trưng, 1900 kg gạo nếp, 2700 kg gạo tẻ, 1000 bộ quần áo, chăn, màn ủng hộ chiến sĩ và đồng bào biên giới. Động viên kịp thời về mọi mặt góp phần cùng quân dân cả nước đánh thắng quân xâm lược, bảo vệ biên cương của Tổ Quốc.
Từ năm 1981 đến 1985 là thời kỳ khó khăn do kinh tế khủng hoảng, nhưng với tinh thần chịu khó, khắc phục khó khăn cán bộ và nhân dân xã Mai Trung thực hiện tốt các Nghị quyết của Đảng vượt qua những khó khăn thử thách, ổn định đời sống nhân dân, từng bức đi lên theo con đường đổi mới của Đảng. Xây dựng quê hương giàu đẹp, xứng đáng với truyền thống lịch sử, văn hoá cách mạng từ xưa để lại.

### Giai đoạn đổi mới từ 1986 đến nay
Tháng 12/1986 Đại hội Đảng toàn Quốc lần thứ VI đề ra đường lối xây dựng XHCN ở nước ta nhằm khắc phục những khó khăn trước mắt về kinh tế, hoàn thiện hơn công tác khoản quản trong nông nghiệp, xác định hộ xã viên là một đơn vị tự chủ, khoán gọn đến người lao động, nhiều ngành nghề kinh tế phát triển và được mở rộng. Công tác huy động lương thực của xã đối với Nhà nước liên tục đạt và vượt chỉ tiêu.
Sự nghiệp văn hoá, giáo dục, y tế vẫn còn ảnh hưởng của cơ chế quản lý khoán và bao cấp, dưới dự lãnh đạo của Đảng bộ, nhân dân xã Mai Trung đã làm tốt công tác xã hội hoá giáo dục, Nhà nước và nhân dân cùng làm, xác định rõ giáo dục là quốc sách hàng đầu nên cả ba ngành học đều phát triển. Các trường liên tục nhiều năm liền đạt danh hiệu tiên tiến, hàng năm đều có giáo viên giỏi cấp Huyện, cấp Tỉnh. Các dòng họ trong xã đều tổ chức lập quỹ khuyến học.
Được Nhà nước quan tâm xây dựng cơ sở vật chất Trạm y tế xã ngày càng được nâng cấp, trang thiết bị, công tác chuyên môn của y bác sĩ được nâng lên, công tác chăm sóc sức khỏe nhân dân ban đầu được đảm bảo. Công tác truyền thông dân số, tuyên truyền phòng chống dịch bệnh được quan tâm, thực hiện tốt chương trình nước sạch, an toàn thực phẩm, chống suy dinh dưỡng. Đảng uỷ, chính quyền địa phương luôn luôn quan tâm các gia đình thương binh liệt sĩ, các gia đình có công, các gia đình thương bệnh binh và các gia đình, đối tượng chính sách khác.
Công tác Nội chính, quốc phòng an ninh được Đảng uỷ, Chính quyền quan tâm chỉ đạo, lực lượng dân quân, công an luôn luôn được củng cố đảm bảo về số lượng và chất lượng đủ mạnh để gìn giữ an ninh trật tự địa phương. Các thôn đều có đội bảo vệ và các tổ liên gia tự quản, lực lượng dân quân hàng năm được bổ sung huấn luyện. Công tác khám tuyển thanh niên sẵn sàng nhập ngũ hàng năm đều đạt kết quả tốt, đúng chế độ chính sách, công bằng dân chủ.

## Kinh tế - xã hội
Xã Mai Trung có 3.662 hộ gia đình, trong đó có 15% hộ giàu và khá, có 76,7% hộ gia đình trung bình, có 8,3% hộ nghèo.
Là nơi vùng đất cổ, có con người đến ở khá sớm, đời sống kinh tế lấy việc trồng cây lúa nước là chủ đạo, có trồng xen canh một số loại cây hoa màu như: ngô, khoai lang, khoai tây, cây đậu tương,...
Thời mở cửa hội nhập có thêm một số ngành nghề tiểu thủ công nghiệp, cơ khí, thương mại, dịch vụ, chăn nuôi gia súc, gia cầm và thủy sản.
Đàn trâu, bò 1.800 con, đàn lợn có 4.900 con, đàn gia cầm có 70.000 con.
Nguồn thu nhập chính của nhân dân xã Mai Trung chủ yếu là sản xuất nông nghiệp và Công nghiệp, tiểu thủ công nghiệp ngành nghề nông thôn, thương mại và dịch vụ nhỏ. Với năng suất lúa bình quân 56 ta/ha. Bình quân lương thực đầu người 420 kg thóc/năm. Sản xuất từ công nghiệp, tiểu thủ công nghiệp và dịch vụ ước đạt 25 tỷ đồng/năm, thu nhập bình quân đầu người 11,5 triệu đồng/người/năm.
Xã có 397 gia đình chính sách, trong đó có 183 liệt sĩ, có 94 thương binh và bệnh binh, có 5 hộ gia đình được tặng bằng có công với nước, có hai người tham gia cách mạng tiền khởi nghĩa. Có 108 người hưởng chính sách khác.
Phát triển tiểu thủ công nghiệp: toàn xã có 02 làng nghề truyền thống được ủy ban nhân dân tỉnh cấp bằng chứng nhận, có 6 Doanh nghiệp vừa và nhỏ, có 4 HTX, có 350 hộ gia đình sản xuất tiểu thủ công nghiệp và làm dịch vụ thương mại cung cấp hàng hoá phục vụ nông nghiệp, tiêu dùng và thu gom nông sản, chế biến nông sản của nhân dân. Có 02 chợ đầu mối lưu thông hàng hoá là Trung Hoà và Trung Hưng, 01 thị tứ Bách Nhẫn nằm trên trục đường tỉnh lộ 296.
Xã có 01 trạm y tế, có 10 phòng làm việc, có 02 phòng điều trị, có 06 giường bệnh, 01 Bác sĩ, 09 y sĩ, 01 dược sĩ.
Về giáo dục: toàn xã có 05 trường học, 01 trường THCS, 02 trường Tiểu học, 02 trường Mầm non, với tổng số 86 lớp, có 158 cán bộ và giáo viên.
Hệ thống điện lưới quốc gia, toàn xã có 12 trạm biến áp phục vụ điện cho sinh hoạt và sản xuất của trên 15 nghìn nhân khẩu. Đảm bảo 100% số hộ trên địa bàn được dùng điện lưới Quốc gia.

## Giao thông
Có 0,7 km đường liên tỉnh, có 6 km đường giao thông liên xã, có 35 km đường đã được bê tông, có 50 km đường giao thông thôn, xóm, 30 km đường giao thông nội đồng.
Hệ thống thủy lợi chủ yếu là tự chảy cung cấp nước tới và tiêu phục vụ cho sản xuất nông nghiệp, tổng số có 70 km kênh mương, trong đó đã cứng hoá được 13,5 km.
Có 01 kè nằm trên địa bàn và 01 km kênh trôi cung cấp nước sản xuất nông nghiệp cho toàn xã, có 11 Trạm bơn nước cục bộ phục vụ cho 20% diện tích đất sản xuất nông nghiệp.